# Luna (skladba, Nika Zorjan ft. Haller)
»Luna« je skladba in deseti single Nike Zorjan v sodelovanju z Jonatanom Hallerjem (prvi single) iz leta 2018. Pesem so napisali Raay, Rok Lunaček, Tina Piš in Krešimir Tomec.

## Zasedba

### Produkcija
- Raay – glasba
- Raay Music – aranžma, producent
- Rok Lunaček – besedilo (slovensko)
- Tina Piš – besedilo (slovensko)
- Krešimir Tomec – besedilo (špansko)

### Studijska izvedba
- Nika Zorjan – vokal (glavni)
- Jonatan Haller – vokal (spremljevalni)

## Lestvice

### Tedenske lestvice
| Lestvica (2018)      | Najvišje mesto |
| -------------------- | -------------- |
| Slovenija (SloTop50) | 2              |

## Videospot
Videospot je bil posnet v Sloveniji in Italiji pod okriljem Raay Production. Premiera je bila 28. junija 2018 na spletnem portalu YouTube.